# Fernand Arnout
Fernand Clément Arnout (ur. 8 grudnia 1899 w Paryżu, zm. 30 stycznia 1974 tamże) – francuski sztangista, brązowy medalista olimpijski.
Swój jedyny medal na arenie międzynarodowej wywalczył podczas letnich igrzysk olimpijskich w Amsterdamie w 1928 roku. W wadze lekkiej zajął trzecie miejsce, ulegając jedynie Austriakowi Hansowi Haasowi i Kurtowi Helbigowi z Republiki Weimarskiej. Na rozgrywanych osiem lat wcześniej igrzyskach olimpijskich w Antwerpii w tej samej kategorii wagowej był piąty.
Ustanowił trzy rekordy świata: dwa w rwaniu i jeden w podrzucie.